# André Lamounier
André Lamounier van Lammeren,  (Rio de Janeiro, 13 de outubro de 1961) é um músico, compositor, pianista, orquestrador, arranjador e produtor musical brasileiro.

## Biografia
Começou a estudar música aos quatro anos de idade com sua mãe Sylvia Carrera Lamounier, cantora lírica destacada no panorama artístico brasileiro e, mais tarde, com seu pai Johannus Petrus Theodorus van Lammeren, pianista holandês de formação acadêmica, que lhe passaram as primeiras orientações do instrumento.
Seu avô materno, Gastão Lamounier, foi um grande compositor de valsas no Brasil, se destacando por inúmeras obras executadas nas décadas de 40 e 50, várias delas imortalizadas e enraizadas no panorama musical brasileiro. Seu avô paterno Gijsberths van Lammeren, pianista, violoncelista, professor de música e compositor neerlandês de sucesso no final do século XIX, e que foi aluno de Theodor Leschetizky. Eles lhe proporcionaram uma herança artística brasileira e europeia.
Em sua formação acadêmica, fez orquestração na classe do maestro Cosme Marinho Galindo, da Escola Nacional de Música da Universidade Federal do Rio de Janeiro. Realizou, também, aulas de orquestração e composição com o maestro e compositor brasileiro Guerra Peixe, e orquestração com o maestro e compositor brasileiro Francisco Mignone, como também, realizou diversos encontros na residência do maestro e professor Hans-Joachim Koellreutter, na orientação da regência e da composição.
Em piano, estudou com o concertista argentino Miguel Angel Schebba. Estudou harmonia vocal na classe de Helena Fiúza, e formou-se em ritmo e som na classe da maestrina Cacilda Borges Barbosa, ambos no Conservatório Brasileiro de Música. História da música (música renascentista, barroca, clássica e ópera) estudou com o professor Luiz Paulo Sampaio.
Sua primeira série de composição foi escrita aos 16 anos; trata-se de uma sequência do gênero romântico denominada Solidão, onde pode-se constatar grande influência das obras de Chopin. A série inspirou poetas e escritores, entre eles, Maria Afonso Penna, neta do ex-presidente do Brasil Afonso Penna que escreveu a poesia Solidão nº 10, baseada na obra nº 10 deste conjunto melódico.
Na década de 1980, André Lamounier teve sua obra Balada 25 de dezembro avaliada por Isaac Karabtchevsky, que a considerou "uma peça de amplos recursos (...); e invulgar linha melódica".
Mas foi com o conjunto de obras denominado Brasilakas que André Lamounier conquistou sua identidade autoral. Em estilo semelhante ao da Fantasia, Brasilakas é uma série composta em homenagem ao Brasil, cujo virtuosismo técnico instrumental (piano) caracteriza a obra – como constatou Antonio Hernandez em sua crítica divulgada em 1986, no Jornal O Globo.
Em 1983 compôs sua primeira peça para ballet, que deu origem ao Ballet Cigano – conjunto de peças que têm como principal característica a força e a sensualidade, com influência flamenca e russa.
A partir de então, André Lamounier compôs inúmeras peças sinfônicas – Gênese, Crepúsculo; instrumentais – Sea Waves (saxofone-soprano), Nevada (sax-soprano), Isla (sax-soprano), Blue Moon (harmônica), Baião (cavaquinho e flauta), Valsa Triste (oboé e flauta) e peças para canto lírico – Life e Fantasy.
Influenciado pelo multiculturalismo brasileiro na era contemporânea, André Lamounier desenvolveu ao longo dos anos um estilo peculiar de composição, tendo a diversidade como forte tendência autoral.
Inspirado pelos grandes compositores eruditos como Chopin, Mozart, Liszt e Bach, além de compositores contemporâneos como Burt Bacharach, Hans Zimmer, John Williams e Nino Rota, André Lamounier criou um novo estilo de composição procurando unificar o clássico e o popular através de um gênero híbrido.
Muitas de suas obras foram publicadas, entre elas:
- Brincando com as Notas nº1 e nº2 – Editora Irmãos Vitale” – 1983
- Fantasy, Life, Crepúsculo, Kális" e Brasilakas nº5 – Sony Publishing – 1998
- Lembranças que não voltam mais – SIGEM – Som Livre – 2005

Em 1987 viajou para França e, em Paris, visitou a Société Française D'Éditions Musicales MAX ESCHIG, a convite de René Gouedic, então delegado  geral  da Aliança Francesa no Brasil, tendo sido recebido pelo diretor Gérald Hugon, para obter conhecimento das edições na Europa. Participou também de congressos sobre composição no Conservatoire de la Musique de Rueil Malmaison, tendo a frente a direção de Jacques Taddei, e na La Maison dês Cultures du Monde, com Cherif Khaznadar.
André Lamounier van Lammeren dirigiu, em 2010, um grupo de alunos da comunidade Santa Marta na elaboração de trilha sonora para um documentário intitulado Irene, baseado no texto de Ítalo Calvino, As cidades e o nome. Fruto de um projeto mídia educativo, a elaboração da trilha sonora surgiu através de oficinas, onde moradores da comunidade Santa Marta refletiram sobre cidadania, cultura e sociedade. Entraram em contato com ritmos, sons, melodias e cadências, para a produção do ritmo que pulsa o coração da comunidade.
O Grupo de Mídia Santa Marta, formado para a concepção da trilha, tem como metodologia as três atitudes desenvolvidas pelo professor e doutor da Universidade Católica de Milão, Pier Cesare Rivoltella  – educar PARA, COM e SOBRE a Mídia.
Atualmente André Lamounier van Lammeren reside na Europa e desenvolve cursos de extensão em oratória, canto coral e trilha musical em universidades; é palestrante, compositor para peças de teatro, documentários, cinema e musicais.